# Max Dvořák
Max Dvořák (Roudnice na Labi, 14. lipnja 1874. – Hrušovany kraj Znojma, 8. veljače 1921.), češki povjesničar umjetnosti i konzervator.

## Životopis
Rođen 1874. u obitelji bohemijskog arhivista i knjižničara. Studirao na sveučilištima u Pragu i Beču, gdje je i doktorirao 1897. godine. Oduševljen predavanjima austrijskog profesora Franza Wickhoffa, posvećuje se proučavanju bohemijskog oslikanog manuskripta Johannesa von Neumarkta s prijelaza iz 13. u 14. stoljeće, o kojem je napisao znanstveni rad 1901. godine. Za lektora Bečkog sveučilišta biva postavljen 1902., a od 1905. obnaša dužnost konzervatora Središnjega povjerenstva za spomenike.
Bio je jedan od glavnih pripadnika tzv. bečke škole povijesti umjetnosti, koja je zastupala načelo integralnoga čuvanja spomenika bez restauriranja. Od 1907. do 1916. piše više rasprava o povijesnim austrijskim i mađarskim spomenicima na njemačkom jeziku, među kojima se ističe Lobkowiczova rizinica, katalog Lobkowiczeve palače u Pragu. 1916. objavljuje djelo Katekizam zaštite spomenika (Katechismus der Denkmalpflege), u kojem progovara o važnosti obnove i zaštite spomenika.
Preustrojem konzervatorske službe u austrougarskim zemljama osniva konzervatorske urede u Splitu (Frane Bulić) i Puli (Anton Gnirs).
Umire od srčanog udara za posjeta svome prijatelju, grofu Khuen von Belasiju, u Dvorcu Emin Hrušovany u južnoj Moravskoj, ostavivši za sobom ženu s dvoje djece. Pokopan je sa svim počastima u mjestu Hrušovani nad Jevišovkou kraj Znojma.